# 貿易暨投資架構協定
貿易暨投資架構協定（英語：Trade and Investment Framework Agreement，簡稱TIFA）是美國為了擴大與全世界各個地區的貿易和未解決問題，而建立的貿易協定架構；往往被視為建立自由貿易協定（FTA）的重要前奏。

## 東盟
美国和东盟于2006年启动了《美国-东盟贸易暨投资协定》。自此，双方一直致力于建立美国-东盟贸易和投资关系，促进东盟地区经济一体化。美国于2009年在《美国-东盟贸易暨投资协定》的框架下加强了工作力度，并向东盟高级官员提出一系列雄心勃勃的提议。这些提议旨在在贸易便利化、物流、数字经济、贸易金融、贸易与环境等领域取得实质性成果。
东盟的十个成员国构成了美国的第四大出口市场和第五大双向贸易伙伴。东盟的成员国包括：文莱、缅甸、柬埔寨、印度尼西亚、老挝、马来西亚、菲律宾、新加坡、泰国和越南。
美国和东盟的贸易持续稳定增长，双方的双向货物贸易总额于2008年达到1770亿美元。拥有强劲经济和超过5.5亿总人口的东盟十国的市场为美国提供了重要的潜在机遇。

## 外部連結
- Office of the United States Trade Representative
- TIFA Agreement/Fact with the Republic of China (Taiwan)
- US and the ASEAN （页面存档备份，存于）

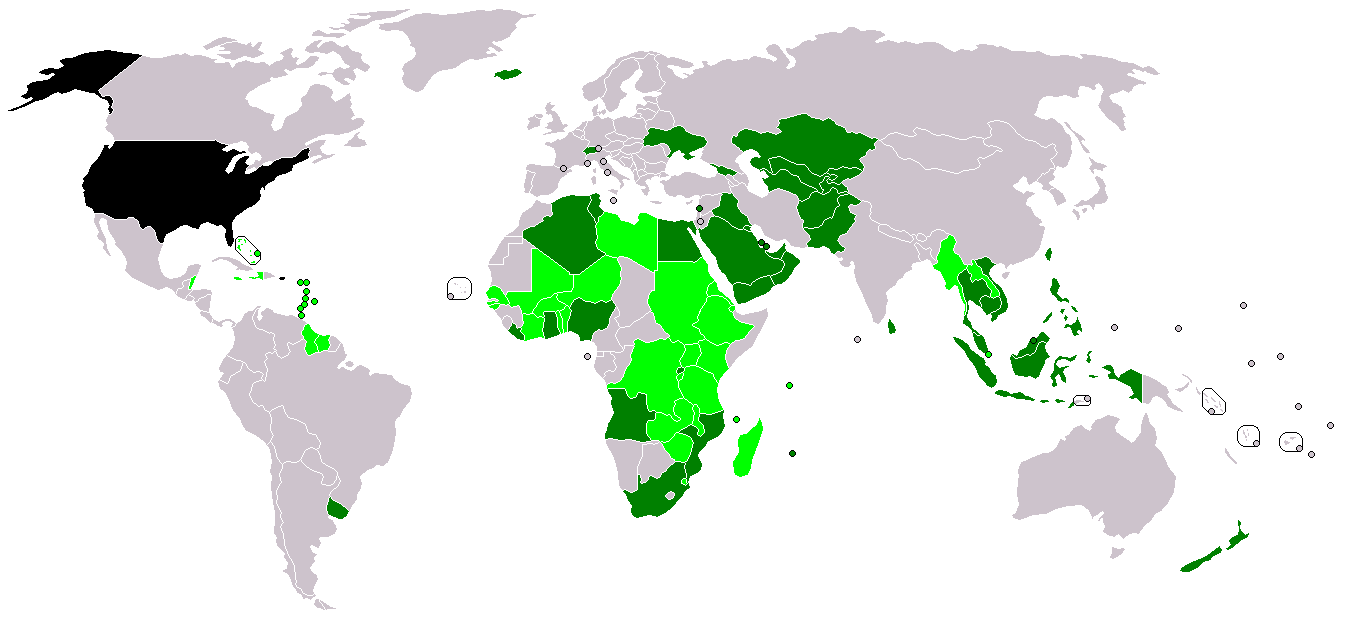
美國TIFA協定簽署現況
美國
與美國簽訂TIFA的國家
與美國簽訂TIFA的國際組織成員 (COMESA, EAC, CARICOM, ASEAN)

- Press, U.S., Uruguay Hold Trade and Investment Council Meeting